# Henrik Andersen (fodboldspiller, født 1965)
 Der er flere personer med dette navn, se Henrik Andersen.
Henrik Andersen (født 7. maj 1965) er en tidligere dansk fodboldspiller. Han opnåede 30 A-landskampe for Danmarks fodboldlandshold og scorede 2 mål. I dag arbejder han som talentspejder i den tyske storklub Schalke 04.

## Landsholdskarriere
Henrik Andersen deltog i både VM i 1986 og på holdet, der blev Europamester ved EM i 1992. Her blev han alvorligt skadet i Danmarks semifinale mod Holland i et sammenstød med van Basten.

## Privatliv
Henrik Andersen flyttede i 1982 til Belgien, efter at han var kommet til RSC Anderlecht, og boede der i næsten fire årtier. Han boede først i Storbyområdet Bruxelles, før han flyttede til Eupen i den tysktalende del af landet tæt på den tyske grænse, da han kom til den tyske bundesligaklub 1. FC Köln. Henrik Andersen blev boede i området efter han indstillede sin spillerkarriere i 1998, og boede i Belgien i 38 år, før han vendte tilbage til Danmark og bosatte sig i Helsingør.
Han har en søn ved navn Kristoffer (født 1985) med en belgisk kone, som også har spillet fodbold professionelt og nu er assistenttræner i AS Eupen.